# Луговое (Грачёвский район)
Луговое — село в Грачёвском районе Оренбургской области, входит в состав Петрохерсонецкого сельсовета.

## География
Находится расстоянии примерно 19 километров по прямой на север от районного центра села Грачёвка.

## История
Село основано в конце 1740-х годов. В 1900 году в селе было 59 дворов и 319 жителей, имелась земская школа. В советское время работали колхозы «Новая Жизнь», «Знамя труда».

## Население
Население составляло 50 человек (82 % русские) по переписи 2002 года, 24 по переписи 2010 года.